# Provider Portal for Applications
Das Provider Portal for Applications (kurz P4P) ist ein Internetdienst, der zusammen von Internetdienstanbietern und Filesharing-Betreibern, wie bspw. BitTorrent, eDonkey2000 oder Gnutella, betrieben wird. Durch diesen Dienst sollen die durch die Filesharing-Dienste ansteigenden Datenvolumen besser gelenkt werden.

## Ausgangssituation
Durch Tauschbörsen und die dort getauschten Dateien mit zunehmend umfangreichen Multimedia-Inhalten verzeichnen die Internetdienstanbieter (ISPs) auf ihren Leitungen stetig steigende Datenvolumen für Tauschbörsen. Aufgrund der selbsttätigen, im Internetprotokoll definierten Wegfindung durchlaufen die Datenpakete zwischen Anbieter und Abnehmer in der Tauschbörse i. d. R. weitere Wege als notwendig. Oft werden in Tauschbörsen Anbieter gewählt, die nicht in der unmittelbaren Nachbarschaft (gleicher ISP, geografische Nähe) sind, obwohl solche Anbieter vorhanden wären. Die übertragenen Datenvolumen belasten die Leitungen der beteiligten ISPs, obwohl kürzere Wege möglich wären, wenn die Anbieterauswahl hinsichtlich diesem Optimierungsziel ausgewählt wird. Hier setzt das P4P an, um eine mehr regionale oder sogar lokale Verbindung zu ermöglichen, in dem die ISPs aktiv in die Anbieterauswahl eingreifen.

## Technik
Bei P4P handelt es sich um einen freiwilligen und offenen Standard. Jedoch setzt die Implementierung voraus, dass die teilnehmenden ISPs untereinander Details über ihre eigene Netzwerkstrukturen offenlegen. Vergleichbar den Metropolitan Area Networks auf IP-Ebene sollen regionale Dateiaustauschknoten Nutzer direkt zusammenführen.
Für P4P fragt der (BitTorrent-)Tracker beim P4P-Portal weitere Informationen an. Der Tracker erfragt diese Informationen über seine Clients ohne Angaben über die auszutauschenden Inhalte (sofern dies bei festen ObjectIDs möglich ist) oder Anbieter- bzw. Abnehmerrolle. Da zeitgleich sehr zahlreiche Anfragen eingehen, ist ein Rückschluss auf die P2P-Teilnehmer und die ausgetauschten Dateien durchaus möglich, da die IP-Adressen dieser bekannt gemacht werden und mit Dateien in Verbindung gebracht werden.
Es werden sogenannte P-Vektoren – auch P-Daten oder iTracker – zur Verfügung gestellt. Aus diesen Informationen erschließt sich dem Tracker der Weg zu Quell- und Zielrechner. Der P-Vektor kann eine Zeitabhängigkeit enthalten, so dass zu späteren Zeitpunkten andere Leitwege bzw. Routen zu verwenden wären. Die P-Vektoren werden parallel zu den bisherigen P2P-Netzwerkinfos an den P2P-Client weitergeben. Der P2P-Client kann somit entweder über das P4P-Portal oder über die herkömmliche Art und Weise mit dem Herunterladen beginnen.
Unter Laborbedingungen ergaben sich nicht nur erfreulich verkürzte Reaktionszeiten für die Tauschbörsenteilnehmer, sondern insbesondere erhebliche verminderte Auslastungen im Datenvolumen – und somit eine Kostenersparnis gegenüber ansonst anfallender Leitungsvolumenerweiterungen. Z. B. berichtete Verizon davon, dass im Test nur halb so viel Datenvolumen wie bei herkömmlichen P2P-Netzen mit anderen Providern ausgetauscht werden musste.

## P4P-Arbeitsgruppe
Federführend durch Pando Networks wurde eine Gruppe aus Internetanbietern, P2P-Programmanbietern, Netzwerkgeräteherstellern und IT-Forschungseinrichtungen gegründet. Das Ziel der Gruppe ist es, zusammen die P4P-Technik zu entwickeln, zu testen und zu implementieren. Die P4P Working Group besteht z. Zt. aus:
- Core Group
- Observers
- AT&T
- Bezeq International
- BitTorrent
- Velocix
- Cisco Systems
- Grid Networks
- Joost
- LimeWire
- Manatt
- Oversi
- Pando Networks
- PeerApp
- Telefonica Group
- Verisign
- Verizon
- Vuze
- Washington University
- Yale University

## Kritik
Das P4P-Protokoll an sich schließt nicht aus, dass die Privatheit der P2P-Teilnehmer aufgedeckt werden kann. Dies könnte von Relevanz sein, wenn die Anti-Piracy-Lobbyisten der P4P-Gruppe erwögen, hiervon Gebrauch zu machen.